# 攀援胡颓子
攀援胡颓子（学名：Elaeagnus sarmentosa）为胡颓子科胡颓子属下的一个种。分布于中国的广西、西藏和云南。

## 扩展阅读
- 維基物種上的相關：攀援胡颓子